# 多鲁姆
多鲁姆（德語：Dorum，發音：[ˈdoːʁʊm]）是德国下萨克森州库克斯港县曾经的一个市镇，面积24.32平方千米，2024年12月31日人口为4,032人。2015年1月1日，多鲁姆与另外7个市镇合并为新市镇武斯特诺德塞屈斯特。